# Bentley Bentayga
De Bentley Bentayga is een SUV van de Britse autofabrikant Bentley. De Bentayga is de productieversie die is afgeleid van het conceptmodel EXP 9 F. De Bentayga is overigens niet de eerste SUV van Bentley. Er is ooit een Bentley Dominator concept geweest.

## Kenmerken
Het model is gebaseerd op een gemeenschappelijke ontwikkeling binnen de Volkswagen Group, die ook leidde tot de Audi Q7-editie M4 2015, de Audi A4-editie B9 2015, de Audi A8 D5 2017, de derde generatie van de Porsche Cayenne en de Volkswagen Phideon.
De motor is de 6.0 L twin-turbocharged W12 welke 608 pk levert en een koppel van 900Nm. De motor zal later ook zijn weg vinden naar de nieuwe Audi A8 en de toekomstige Volkswagen Phaeton en andere Bentleys. Om het verbruik te verlagen kan de linker cilinderbank worden uitgeschakeld wanneer er weinig vermogen gevraagd wordt, tevens is hij voorzien van een start-stop-systeem. Ook door het toepassen van directe inspuiting en twin-scroll-turbo's is hij 30% zuiniger dan de huidige W12. De Bentayga is, anno 2019, de snelste SUV ter wereld welke via de officiële wegen te koop is. Later zal er ook een hybride- en diesel-uitvoering aan het motorengamma worden toegevoegd.
In 2020 heeft de Bentayga een facelift gekregen met nieuwe ellipsvormige achterlichten, een gewijzigd front met aangepaste koplampen en langere motorkap, en verschillende aanpassingen in het interieur.

## Productie
In eerste instantie zou de Bentayga gebouwd worden in de Volkswagen Bratislava-fabriek in Slowakije. Na inmenging van de Britse overheid werd er een overeenstemming bereikt dat de Bentayga in Crewe gebouwd zal gaan worden. Dit zou de werkgelegenheid in Groot-Brittannië ten goede komen omdat er 1000 nieuwe banen zouden ontstaan. De carrosserie wordt in Bratislava gemaakt waarna deze naar Crewe getransporteerd wordt om verder afgemonteerd te worden.

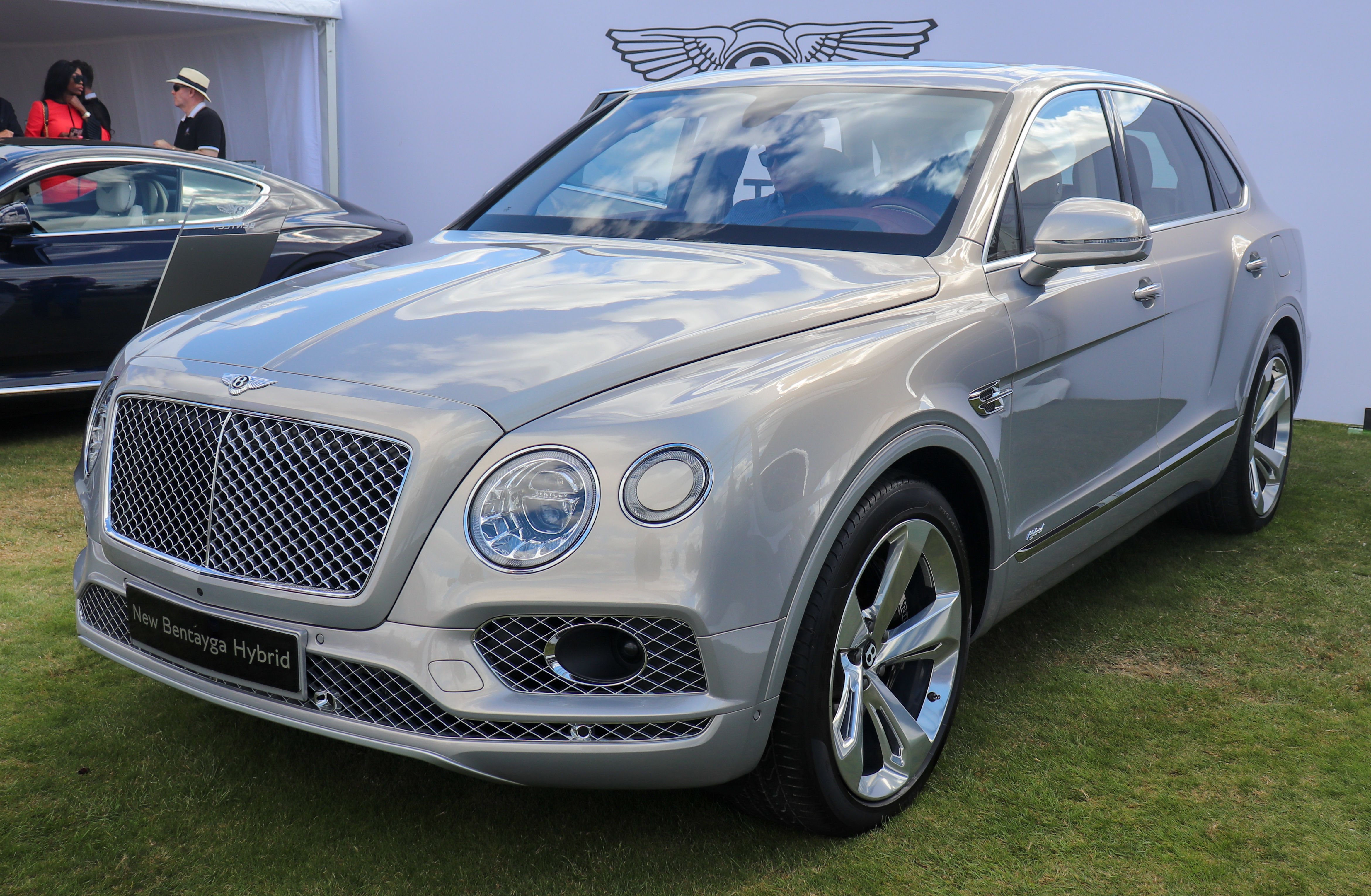
Bentley Bentayga

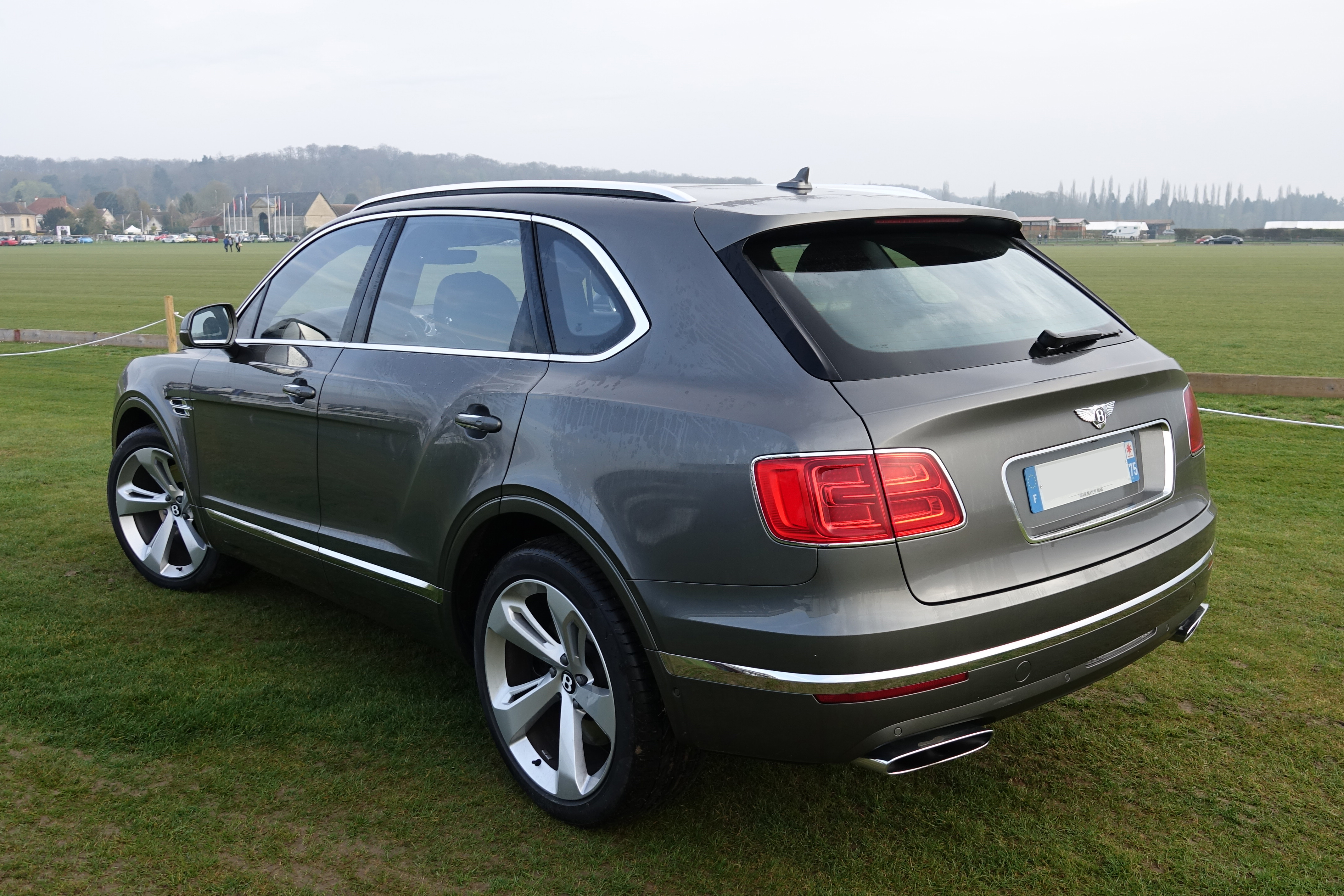
Bentley Bentayga

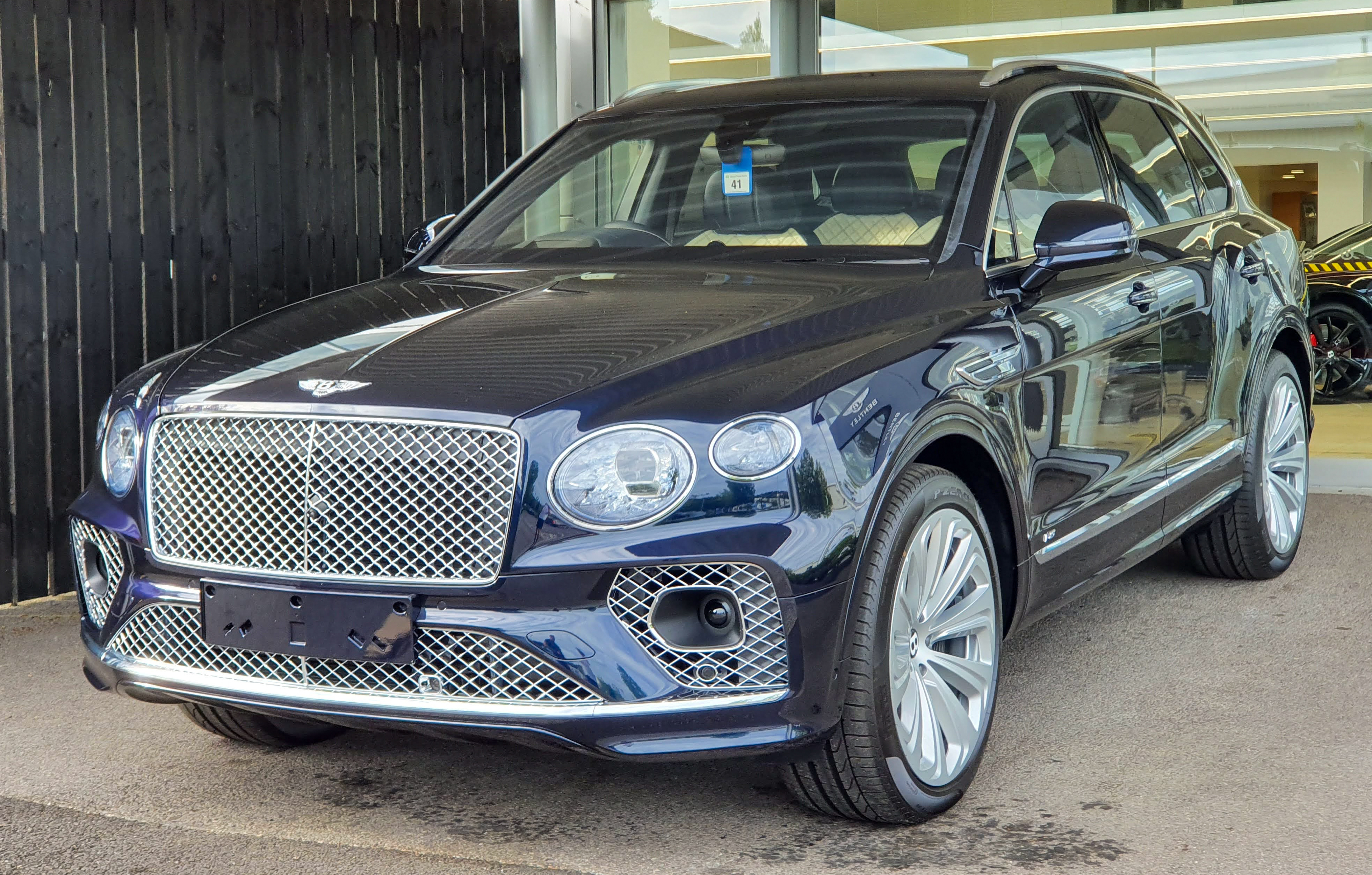
Bentley Bentayga facelift

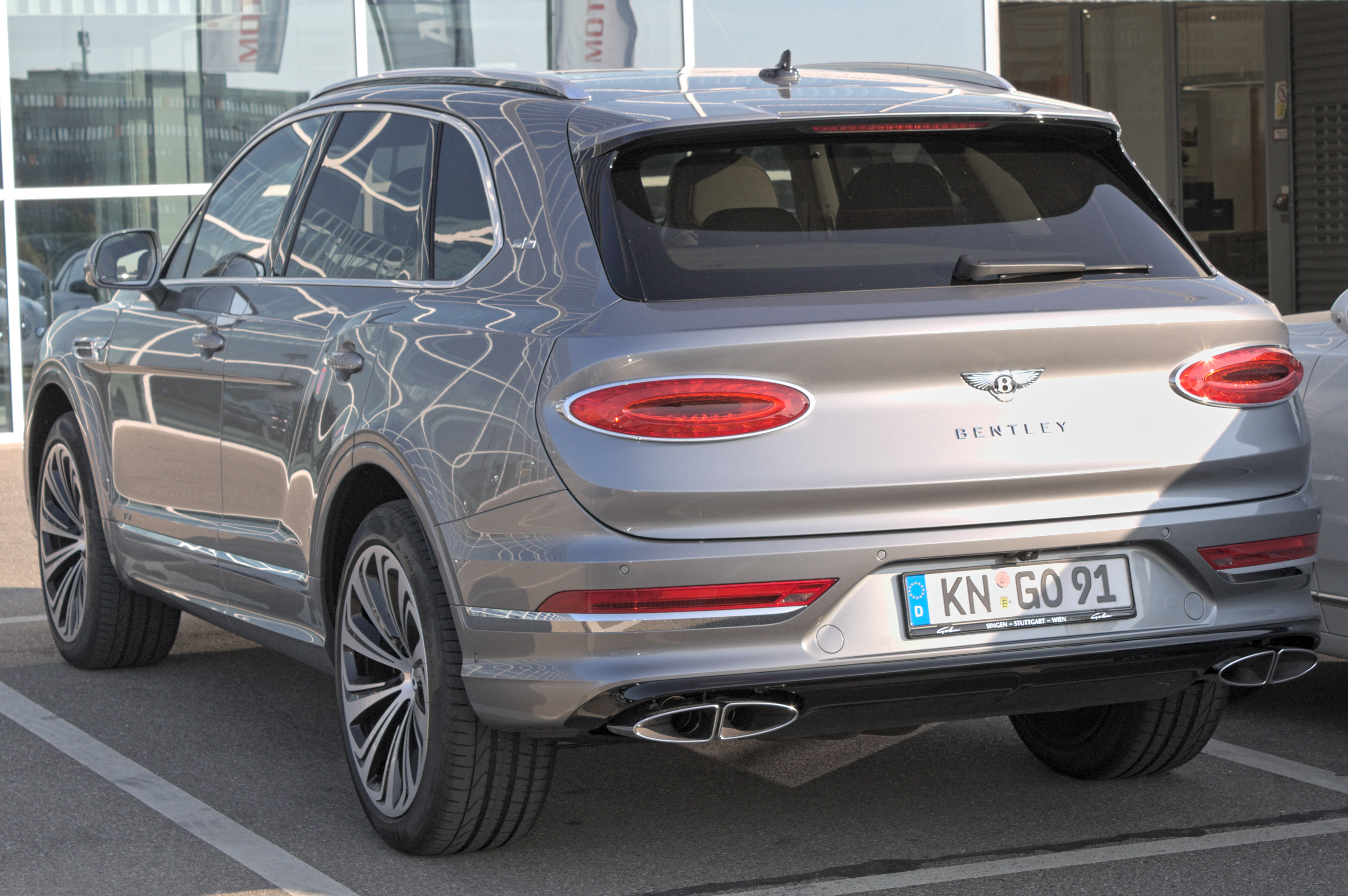
Bentley Bentayga facelift

## Eigenschappen
|                                             | V8                           | W12                               | Diesel                       |
| ------------------------------------------- | ---------------------------- | --------------------------------- | ---------------------------- |
| Productie                                   | 2018 - heden                 | 2016 - heden                      | 2016 - heden                 |
| Vanaf prijs                                 | n.n.b.                       | € 281.221                         | € 227.317                    |
| Motoreigenschappen:                         |                              |                                   |                              |
| Motortype                                   | 8 cilinder in V-vorm benzine | 12 cilinder in W-vorm benzine     | 8 cilinder in V-vorm diesel  |
| Brandstofinjectie                           | Direct                       | Indirect en directe               | Common-rail                  |
| Turbo                                       | ja, 2                        | ja, 2                             | ja, 3                        |
| Cilinderinhoud                              | 3996 cm³                     | 5950 cm³                          | 3956 cm³                     |
| Vermogen                                    | 404 kW (550 pk) bij 6000/min | 447 kW (608 pk) bij 5000-6000/min | 320 kW (435 pk) bij 3750/min |
| Koppel                                      | 770 Nm bij 1960-4500/min     | 900 Nm bij 1350/min               | 900 Nm bij 1000-3250/min     |
| Krachtoverbrenging:                         |                              |                                   |                              |
| Aandrijving                                 | vierwielaandrijving          | vierwielaandrijving               | vierwielaandrijving          |
| Transmissie                                 | 8-traps automaat             | 8-traps automaat                  | 8-traps automaat             |
| Meetwaarden:                                |                              |                                   |                              |
| Acceleratie, 0–100 km/h                     | 4,5 s                        | 4,1 s                             | 4,8 s                        |
| Topsnelheid                                 | 290 km/h                     | 301 km/h                          | 270 km/h                     |
| Brandstofverbruik per 100 km (gecombineerd) | 11,4 l                       | 13,1 l                            | 7,9 l                        |
| CO2-emissie per km                          | 260 g                        | 296 g                             | 210 g                        |
| EU-emissienorm                              | Euro 6                       | Euro 6                            | Euro 6                       |